# ヴィヴェローネ
ヴィヴェローネ（伊: Viverone）は、イタリア共和国ピエモンテ州ビエッラ県にある、人口約1,400人の基礎自治体（コムーネ）。

## 地理

### 位置・広がり
| 隣接するコムーネは以下の通り。括弧内のVCはヴェルチェッリ県、TOはトリノ県所属を示す。 - アーリチェ・カステッロ (VC) - アゼッリオ (TO)、 - ボルゴ・ダーレ (VC)、 - ピヴェローネ (TO) - ロッポロ - ジモーネ |

## 行政

### 分離集落
ヴィヴェローネには、以下の分離集落（フラツィオーネ）がある。
Bertignano, Comuna di Viverone, Masseria, Rolle, Veneria

## 姉妹都市
- Povljana、クロアチア